# ヤポナハタ

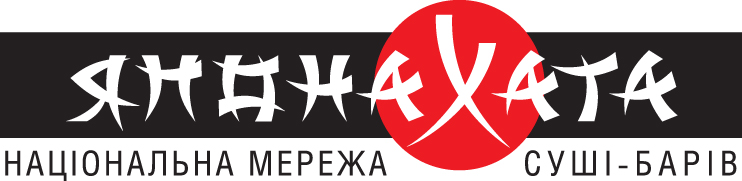

ヤポナハタ（ウクライナ語: ЯпонаХата）は、ウクライナで寿司バーや寿司レストランを展開する外食産業チェーンである。寿司バーのネットワークは、キエフ、リヴィウ、ドニプロ（ドニプロペトロフスク）、イヴァーノ＝フランキーウシク、ハルキウ（ハリコフ）で展開している。ネットワークの特異なハイライトは、日本の文化や生活様式を完全に反映した9つのテーマホールを抱えるリヴィウの「御所のヤポナハタ」（ウクライナ語: «ЯпонаХата у Дворі Імператора»）である。

## 歴史
ヤポナハタ初の寿司バーは、2004年、キエフの独立広場にあるショッピングセンター「グローバス」に2形態で登場した。2011年2月の初めには、寿司バー19店舗と寿司レストラン9店舗の二つの形態で28店舗が展開しており、これはウクライナでチェーン展開する寿司バーとしては最大規模である。ヤポナハタは、同社のFacebook公式ページに対する「いいね！」ボタンを掲載する「likify」サービスに基くQRコードを使用した初めてのレストラン事業者となった。
2014年から、5フリヴニャ（当時のレートで約40円、2016年以降は約20～25円に相当）がウクライナ軍への義援金として寄付される「愛国メニュー」が存在する。
2014年11月、ネットワークは33店舗に拡大した。

## 参照
- https://web.archive.org/web/20141129034943/http://markets.eizvestia.com/full/sushi-nastupayut-s-severa